# 울리히 투쿠어
울리히 투쿠어(독일어: Ulrich Tukur, 1957년 7월 29일 ~ )는 독일의 배우, 음악가이다.

## 생애
1957년 7월 29일 독일 헤센주 피언하임에서 태어났다,  교환학생으로 미국 보스턴에서도 고등학교를 다녔다.

## 영화
- 2006년 - 타인의 삶
- 2008년 - 노스페이스
- 2011년 - 라르고 윈치 2